# Dołni Łom
Dołni Łom (bułg. Долни Лом) – wieś w północno-zachodniej Bułgarii, w obwodzie Widin, w gminie Czuprene. Według danych szacunkowych Ujednoliconego Systemu Ewidencji Ludności oraz Usług Administracyjnych dla Ludności, 15 grudnia 2018 roku miejscowość liczyła 173 mieszkańców.
Przez wieś przepływa rzeka Łom.

## Zabytki
- pomnik wojenny, zbudowany w 1933 roku z białego wapienia
- kamienna fontanna w centrum wsi z 1934 roku
- cerkiew Świętej Trójcy, zbudowany w 1847 roku
- monaster Suchodoski XIII-wieczny
- miejsca kultów pogańskich
- stare kapliczki